# KS Chełmek
Klub Sportowy Chełmek – polski klub piłkarski z Chełmka. Najbardziej znany jest z występów w II lidze w pierwszych sezonach jego istnienia – 1949–1952 oraz 1957. W swej historii nosił również nazwy Związkowiec Chełmek i Włókniarz Chełmek.
Dawniej klub posiadał również inne sekcje, w tym: gimnastyczną, kolarską, lekkoatletyczną, narciarską, tenisa ziemnego i stołowego oraz piłki siatkowej.

## Historia

### Okres międzywojenny
Początki sportu zorganizowanego w Chełmku, wówczas niewielkiej wsi na pograniczu Małopolski i Śląska, związane są z budową w tej miejscowości na początku lat 30. XX wieku fabryki Tomáša Bati, czechosłowackiego potentata obuwniczego. Wiosną 1932 rozpoczęła ona produkcję, przyciągając do pracy licznych mieszkańców pobliskich wsi i przybyszów z innych części Polski, wśród których znaleźli się sportowcy. Nieopodal fabryki powstało prowizoryczne boisko piłkarskie, na którym rozgrywała mecze towarzyskie stworzona przez pracowników zakładu drużyna. W listopadzie 1932 odbyło się pierwsze walne zebranie, na którym wybrano pierwszy zarząd nowego klubu, który przyjął nazwę KS Chełmek. Poza sekcją piłki nożnej powstały w tym czasie również sekcje: łyżwiarska, narciarska i tenisa stołowego.
W 1933 drużyna piłkarska przystąpiła do rozgrywek klasy B podokręgu chrzanowskiego. W kolejnym sezonie zespół został wykluczony z rozgrywek, gdyż klub został uznany za fabryczny (pretekstem do tej decyzji Krakowskiego Związku Okręgowego Piłki Nożnej było wręczenie drużynie przeciwnej proporczyka z napisem Bata przed jednym ze spotkań towarzyskich). KS Chełmek został później przywrócony w prawach członka KZOPN (formalnie jako klub miejscowego Związku Strzeleckiego) i w sezonie 1935/1936 przystąpił ponownie do rozgrywek klasy B, zwyciężając je – w dwumeczu o awans do klasy A drużyna przegrała z Tarnovią Tarnów. Do ligi okręgowej (która powstała wówczas jako szczebel między Ligą państwową a klasą A) KS Chełmek awansował w 1937, pokonując w turnieju barażowym m.in. Kabel Kraków i Sandecję Nowy Sącz. W sezonie 1937/1938 zespół okazał się najlepszy w lidze okręgowej, lecz musiał zmierzyć się z mistrzem rundy wiosennej tejże klasy – Garbarnią Kraków, aby awansować do turnieju kwalifikacyjnego do Ligi państwowej. Chełmek przegrał dwumecz barażowy 1:6 (0:6, 1:0) i pozostał w „okręgówce”. Barw klubu bronili w tym czasie m.in. reprezentanci Polski i mistrzowie kraju z czasów gry w Garbarni – Gustaw Bator i Konstanty Adam Haliszka.

### Największe sukcesy drużyny piłkarskiej
W czasie II wojny światowej działalność klubu została zawieszona. W 1945 drużyna piłkarska przystąpiła do rozgrywek podokręgu chrzanowskiego, które wygrała. W trzecim sezonie gry w krakowskiej klasie A – 1948 – KS Chełmek zdobył jej mistrzostwo. Tym samym zespół otrzymał prawo gry w I fazie turnieju kwalifikacyjnego do rozgrywek centralnych. W swojej grupie zajął 2. miejsce (za Skrą Częstochowa) i uzyskał miejsce w nowo utworzonej II lidze, gdzie grał kolejno w grupach: południowej, wschodniej, IV i D.
| Sezon | Miejsce             | Punkty | Bilans bramek |
| ----- | ------------------- | ------ | ------------- |
| 1949  | 6 (gr. wschodnia)   | 15     | –14           |
| 1950  | 6 (gr. południowa)  | 15     | –11           |
| 1951  | 7 (gr. IV)          | 10     | –15           |
| 1952  | 5 (gr. D)           | 18     | –8            |
| 1957  | 11 (gr. południowa) | 19     | –17           |

W tym okresie doszło do dwukrotnej zmiany nazwy klubu – w 1950 na Związkowiec Chełmek i w 1951 na Włókniarz Chełmek. W pierwszych dwóch sezonach występów na drugim szczeblu rozgrywkowym – 1949 i 1950 – Chełmek zajął 6. miejsce, w 1951 – 7. miejsce. Najwyższe, 5. miejsce w II lidze Włókniarz wywalczył w sezonie 1952, musiał jednak zmierzyć się w dwumeczu barażowym o utrzymanie z mistrzem okręgu krakowskiego – Unią Borek. Choć w dwumeczu piłkarze z Chełmka ogółem przegrali 7:10 (3:7 i 4:3), do pozostania w II lidze wystarczyło według ówczesnych przepisów zwycięstwo odniesione w meczu rewanżowym. Ostatecznie Włókniarz doznał degradacji do nowo powstałej ligi wojewódzkiej w wyniku reformy rozgrywek z lutego 1953 (zmniejszenie liczby drużyn II ligi z 40 do 14).
W sezonie 1955/1956 drużyn odniosła największy sukces w Pucharze Polski, docierając do 1/8 finału tych rozgrywek. Po zwycięstwach nad finalistą poprzedniej edycji – Lechią Gdańsk (3:2 pd.) i wicemistrzem Polski – Stalą Sosnowiec (3:2), chełmczanie zmierzyli się w Warszawie z CWKS, ówczesnym mistrzem Polski i obrońcą Pucharu Polski, ulegając 1:2. W 1956 Włókniarz ponownie wygrał rozgrywki okręgowe województwa krakowskiego i – mimo zajęcia ostatniego miejsca w grupie kwalifikacyjnej – powrócił do II ligi (dzięki kolejnej reformie, przywracającej drugą grupę rozgrywek). W sezonie 1957 drużyna wyprzedziła w tabeli jedynie Broń Radom i ostatecznie pożegnała się z drugim poziomem ligowym.

### Lata kolejne
Przed obchodami jubileuszu 25-lecia klubu w listopadzie 1957 przywrócono mu nazwę KS Chełmek. Od czasu spadku z II ligi drużyna piłkarska nie odnosiła już większych sukcesów. W latach 60. i latach 70. występowała w rozgrywkach okręgowych i podokręgowym województwa krakowskiego. W sierpniu 1972 KS Chełmek zmierzył się w meczu towarzyskim z reprezentacją Polski, przygotowującą się do udziału w Igrzysk Olimpijskich w Monachium (chełmczanie rozegrali z kadrą jedną połowę, drugą – Górnik Libiąż).
W wyniku reformy podziału administracyjnego kraju z 1975 Chełmek przyłączono do nowo powstałego województwa bielskiego, gdzie zespół z tego miasta występował w klasie okręgowej nieprzerwanie w latach 1976–1996. Jednym z najbardziej znanych wychowanków klubu w tym czasie był Jacek Matyja, późniejszy mistrz Polski w barwach Wisły Kraków. Ostatni raz KS Chełmek występował na czwartym szczeblu rozgrywek (wówczas klasa międzywojewódzka) w sezonie 1997/1998. Po kolejnej reformie podziału administracyjnego kraju z 1999 miasto powróciło pod zwierzchność wojewódzką Krakowa. Występuje odtąd w rozgrywkach podokręgu wadowickiego Małopolskiego Związku Piłki Nożnej. Najlepszym osiągnięciem klubu w tym okresie był awans do V ligi (szósty poziom rozgrywek) w 2010. W 2020 roku Ks Chełemk wywalczyli awans do 4 ligi małopolskiej (Zachód)

## Nazwy
- 1932 – Klub Sportowy Chełmek
- 1950 – Związkowiec Chełmek
- 1951 – Włókniarz Chełmek
- 1957 – Klub Sportowy Chełmek

## Sukcesy
Rozgrywki ligowe
- II liga:
  - 5. miejsce: 1952
  - 6. miejsce (2): 1949, 1950
- mistrzostwo okręgu krakowskiego (2):
  - klasa A – 1. miejsce: 1948
  - III liga – 1. miejsce: 1956

Rozgrywki pucharowe
- Puchar Polski:
  - 1/8 finału: 1956

## Stadion
- Nazwa: Stadion Miejski w Chełmku
- Adres: ul. Krakowska 22
- Pojemność: 1500 miejsc (w tym 500 siedzących)

## Zarząd
Stan na 14 stycznia 2020
| Imię i nazwisko     | Funkcja         |
| ------------------- | --------------- |
| Konrad Karaśkiewicz | Prezes          |
| Sebastian Kowalczyk | Wiceprezes      |
| Tomasz Kustra       | Sekretarz       |
| Artur Kapitan       | Skarbnik        |
| Maciej Jeleń        | Członek zarządu |
| Artur Kapitan       | Członek zarządu |
| Tomasz Wójcik       | Członek zarządu |